# Мишенко Богдан Олексійович
Богдан Олексійович Мишенко (нар. 29 грудня 1994, с. Геронимівка, Черкаська область, Україна) — український футболіст, лівий півзахисник клубу ЮКСА.

## Клубна кар'єра
Вихованець полтавської молодіжної команди «Молодь». У 2012 році уклав угоду з донецьким «Металургом», за який встиг відіграти 9 ігор у чемпіонаті України (з них сім разів виходив на заміну). Дебютував у грі проти донецького «Шахтаря» на «Арені Львів». 4 червня стало відомо про травму гравця у грі проти молодіжної збірної Молдови. У липні 2015 року було оголошено про розформування донецької команди.
21 липня 2015 року з'явилися відомості, що Мишенко за крок до угоди з харківським «Металістом». Наприкінці серпня того ж року підписав угоду з молдовським «Мілсамі», який покинув у січні 2016 року. У липні 2016 року підписав контракт із чернігівською «Десною».
У лютому 2017 року став гравцем тбіліського «Динамо», з яким став виграв срібні медалі чемпіонату Грузії. 4 грудня 2017 року залишив грузинський клуб. У лютому 2018 приєднався до складу білоруського клубу «Торпедо-БелАЗ» з Жодино і в березні підписав з ним контракт. Закріпився в основі білоруської команди, визнавався найкращим гравцем команди сезону на думку торпедівських уболівальників. У сезоні 2019 року з 7 голами став одним з найкращих бомбардирів команди. У січні 2020 року по завершенні терміну дії контракту залишив жодинський клуб.
13 січня 2020 року підписав дворічний контракт з «Олександрією», в команді отримав футболку з 77-м ігровим номером. Спочатку він здебільшого з'являвся в стартовому складі, згодом став виходити на заміну. У сезоні 2020/21 Богдан зіграв в 18 матчах, забив один м'яч і віддав дві результативні передачі, після чого у липні 2021 року контракт з «Олександрією» був розірваний за обопільною згодою.
У серпні 2021 року знову опинився в Білорусі, ставши гравцем «Гомеля». У гомельській команді посів четверте місце в чемпіонаті Білорусі 2021.
У січні 2022 року Мишенко залишив «Гомель» після закінчення терміну дії контракту і незабаром підписав дворічну угоду зі «Львовом».

## Кар'єра в збірній
У травні 2014 року головний тренер юнацької збірної України (U-20) Володимир Горілий викликав 22 футболісти до участі в Меморіалі імені В. Лобановського, серед викликаних гравців був і Мишенко, однак, в останній момент іранці відмовились від участі у турнірі і він був повністю відмінений.
У червні 2015 року викликаний наставником української «молодіжки» Сергієм Ковальцем для участі в Меморіалі Лобановського 2015 року. На цьому турнірі «жовто-сині» посіли друге місце, а Мишенко взяв участь в першому матчі проти Молдови. Півзахисник з'явився на полі на 54-й хвилині матчу замість Олега Данченка, на 59-й хвилині відзначився голом, а вже через хвилину замінений на Дмитра Хльобаса через серйозну травму.

## Досягнення
«Динамо» (Тбілісі)
- Ліга Еровнулі
  -  Срібний призер: 2017

«Мілсамі»
- Кубок Молдови
  -  Фіналіст: 2015/16